# De moeder (1990)
De moeder (Russisch: Мать, Mat) is een Russische dramafilm uit 1990 onder regie van Gleb Panfilov. Het scenario is gebaseerd op de gelijknamige roman uit 1906 van Maksim Gorki.

## Verhaal
In het tsaristische Rusland werkt Michail Vlasov in schrijnende omstandigheden als fabrieksarbeider. Na het werk mishandelt hij zijn vrouw. Zijn zoon Pavel komt in aanraking met het socialisme.

## Rolverdeling
| Acteur                 | Personage       |
| ---------------------- | --------------- |
| Inna Tsjoerikova       | Pela Vlasova    |
| Viktor Rakov           | Pavel Vlasov    |
| Liubomiras Laucevicius | Michail Vlasov  |
| Aleksandr Karin        | Andrej Nachodka |
| Dmitri Pevtsov         | Jakov Somov     |